# Diocesi di Malaybalay
La diocesi di Malaybalay (in latino: Dioecesis Malaibalaiensis) è una sede della Chiesa cattolica nelle Filippine suffraganea dell'arcidiocesi di Cagayan de Oro. Nel 2021 contava 1.404.000 battezzati su 1.846.600 abitanti. È retta dal vescovo Noel Portal Pedregosa.

## Territorio
La diocesi comprende la provincia filippina di Bukidnon (eccetto la municipalità di Malitbog), e il comune di Wao nella provincia di Lanao del Sur, sull'isola di Mindanao.
Sede vescovile è la città di Malaybalay, dove si trova la cattedrale di Sant'Isidoro Lavoratore.
Il territorio si estende su 8.294 km² ed è suddiviso in 54 parrocchie.

## Storia
La prelatura territoriale di Malaybalay fu eretta il 25 aprile 1969 con la bolla Ut commodis di papa Paolo VI, ricavandone il territorio dall'arcidiocesi di Cagayan de Oro.
Il 15 novembre 1982 la prelatura territoriale è stata elevata a diocesi con la bolla Cum Decessores di papa Giovanni Paolo II.

## Cronotassi dei vescovi
Si omettono i periodi di sede vacante non superiori ai 2 anni o non storicamente accertati.
- Francisco Funaay Claver, S.I. † (18 giugno 1969 - 14 settembre 1984 dimesso)
- Gaudencio Borbon Rosales (14 settembre 1984 succeduto - 30 dicembre 1992 nominato arcivescovo di Lipa)
- Honesto Chaves Pacana, S.I. † (12 gennaio 1994 - 18 febbraio 2010 ritirato)
- Jose Araneta Cabantan (18 febbraio 2010 - 23 giugno 2020 nominato arcivescovo di Cagayan de Oro)
- Noel Portal Pedregosa, dal 29 giugno 2021

## Statistiche
La diocesi nel 2021 su una popolazione di 1.846.600 persone contava 1.404.000 battezzati, corrispondenti al 76,0% del totale.
| anno | popolazione | popolazione | popolazione | presbiteri | presbiteri | presbiteri | presbiteri                | diaconi | religiosi | religiosi | parrocchie |
| anno | battezzati  | totale      | %           | numero     | secolari   | regolari   | battezzati per presbitero | diaconi | uomini    | donne     | parrocchie |
| ---- | ----------- | ----------- | ----------- | ---------- | ---------- | ---------- | ------------------------- | ------- | --------- | --------- | ---------- |
| 1970 | 234.179     | 282.228     | 83,0        | 28         | 1          | 27         | 8.363                     |         | 27        | 41        | 21         |
| 1980 | 495.000     | 596.000     | 83,1        | 39         | 11         | 28         | 12.692                    |         | 35        | 61        | 29         |
| 1990 | 671.000     | 756.000     | 88,8        | 54         | 32         | 22         | 12.425                    |         | 28        | 83        | 36         |
| 1999 | 959.803     | 1.141.144   | 84,1        | 65         | 46         | 19         | 14.766                    |         | 24        | 98        | 40         |
| 2000 | 1.012.867   | 1.141.080   | 88,8        | 67         | 49         | 18         | 15.117                    |         | 23        | 100       | 40         |
| 2001 | 1.033.631   | 1.486.702   | 69,5        | 65         | 51         | 14         | 15.902                    |         | 18        | 111       | 40         |
| 2002 | 1.066.709   | 1.523.870   | 70,0        | 65         | 53         | 12         | 16.410                    |         | 26        | 101       | 40         |
| 2003 | 1.077.376   | 1.539.108   | 70,0        | 71         | 59         | 12         | 15.174                    |         | 28        | 97        | 40         |
| 2004 | 1.088.855   | 1.338.621   | 81,3        | 73         | 62         | 11         | 14.915                    |         | 41        | 94        | 40         |
| 2013 | 1.281.000   | 1.588.000   | 80,7        | 107        | 89         | 18         | 11.971                    |         | 42        | 140       | 47         |
| 2016 | 1.342.000   | 1.645.000   | 81,6        | 98         | 86         | 12         | 13.693                    |         | 54        | 143       | 54         |
| 2019 | 1.408.490   | 1.726.520   | 81,6        | 97         | 84         | 13         | 14.520                    |         | 30        | 147       | 54         |
| 2021 | 1.404.000   | 1.846.600   | 76,0        | 108        | 86         | 22         | 13.000                    |         | 42        | 149       | 54         |